# Ujandina
Die Ujandina (russisch Уяндина, jakutisch Уйаандьы) ist ein linker Nebenfluss der Indigirka in der Republik Sacha (Jakutien) in Ostsibirien (Russland).
Die Ujandina entsteht am Zusammenfluss von Irgitschjan und Baky. Sie fließt zuerst in südlicher Richtung durch das Bergland und wendet sich später nach Osten. Im Unterlauf weist die Ujandina zahlreiche Flussschlingen auf. Sie erreicht die Tiefebene im Abyjski ulus und mündet nach 586 km linksseitig in die Indigirka. Die Ujandina entwässert ein Areal von 41.000 km².  Von Oktober bis Ende Mai ist die Ujandina gewöhnlich eisbedeckt. Zwischen Juni und Anfang September führt der Fluss Hochwasser.